# Малые Симичи
Малые Симичи — упразднённое село в Бурейском районе Амурской области России. Исключено из учётных данных в 1974 году.

## География
Село располагалось на реке Дея (приток Буреи), на расстоянии примерно 8,5 километра (по прямой) к востоку от села Семёновка.

## История
Село возникло в 1914 году. По данным на 1916 год участок Малые Симичи состоял из 28 дворов (население составляло 78 человек) и входил в состав Валуевской волости 7-го стана Амурского уезда Амурской области.
По данным 1926 года в Малых Симичах имелось 18 хозяйств крестьянского типа и проживало 103 человека (59 мужчин и 44 женщины). В национальном составе населения преобладали украинцы. В административном отношении входила в состав Бахиревского сельсовета Завитинского района Амурского округа Дальневосточного края.
Решением Амурского облисполкома № 498 «Об исключении из учётных данных населённых пунктов области» от 31 декабря 1974 г. село Малые Симичи исключено из учётных данных как фактически не существующее